# Доктор Ти и его женщины
«Доктор Ти и его женщины» (англ. Dr. T & the Women) — романтическая комедия с Ричардом Гиром в главной роли, снятая режиссёром Робертом Олтменом в 2000 году.
Доктор Трэвис успешен в работе, любим коллегами и пациентками, дома его ждёт любящая семья, но привычный уклад жизни валится, как карточный домик. Доктору Ти предстоит начать многое заново.

## В ролях
| Актёр         | Роль                               |
| ------------- | ---------------------------------- |
| Ричард Гир    | доктор Салливан Трэвис (доктор Ти) |
| Хелен Хант    | Бри Дэвис                          |
| Фэрра Фосетт  | Кейт Трэвис                        |
| Лора Дерн     | Пегги                              |
| Кейт Хадсон   | Ди Ди Трэвис                       |
| Лив Тайлер    | Мэрилин                            |
| Шелли Лонг    | Кэролин                            |
| Тара Рид      | Конни Трэвис                       |
| Роберт Хейз   | Харлан                             |
| Мэтт Мэллой   | Билл                               |
| Энди Рихтер   | Эли                                |
| Ли Грант      | доктор Харпер                      |
| Джанин Тёрнер | Дороти Чамблайсс                   |
| Сара Шахи     | чирлидер                           |